# Marco Cristoforetti
Marco Cristoforetti (geboren 28. Januar 1984) ist ein liechtensteinischer Poolbillardspieler.

## Karriere
2011 erreichte Marco Cristoforetti bei der Liechtensteinischen Meisterschaft den zweiten Platz im 9-Ball und im 14/1 endlos sowie den dritten Platz im 8-Ball und gewann damit die Gesamtwertung.
Ein Jahr später wurde er Dritter im 8-Ball und in der Gesamtwertung. Bei der Liechtensteinischen Meisterschaft 2013 erreichte er das Finale im 9-Ball und unterlag dort Patrick Pomberger. Zudem kam er im 8-Ball und im 10-Ball auf den dritten Platz und wurde hinter Pomberger Zweiter der Gesamtwertung. 2014 wurde Cristoforetti durch einen Finalsieg gegen Alessandro Banzer Liechtensteinischer Meister im 14/1 endlos. In der Gesamtwertung belegte er hinter Banzer den zweiten Platz.
Mit dem BC Schaan spielt Cristoforetti in Österreich in der Regionalliga West.
Cristoforetti war Präsident des liechtensteinischen Billardverbands. Er ist zudem seit dem Jahr 2011 Präsident des BC Schaan.